# Anne Redpath
Anne Redpath (ur. 1895 w Galashiels, zm. 1965 w Edynburgu) – szkocka malarka. Uważana za czołową przedstawicielkę szkockich malarzy XX wieku.

## Życiorys
Redpath urodziła się w Galashiels i studiowała na Edinburgh College of Art. Studia podyplomowe doprowadziły do stypendium, które pozwoliło jej podróżować na kontynencie w 1919 roku, odwiedzając Brugię, Paryż, Florencję i Sienę. W 1920 roku wyszła za mąż za architekta Jamesa Michie i przeniosła się do Francji, poświęcając znaczną część następnych czternastu lat życiu rodzinnemu, wystawy organizując jedynie na szczeblu lokalnym. W 1934 roku wróciła do Szkocji, osiedlając się w Hawick. Redpath zaczęła wtedy tworzyć, inspirując się francuską szkołą artystów postimpresjonistycznych, takich jak Van Gogh i Gauguin. Wkrótce w Edynburgu wystawiono jej ekspozycję. W latach 1944–1947 była prezesem Szkockiego Towarzystwa Artystek Kobiet. Royal Scottish Academy przyjęła ją jako współpracownika w 1947 roku, a w 1952 roku została pierwszą kobietą - wykładowcą akademii.
W 1955 roku otrzymała Order Imperium Brytyjskiego oraz tytuł doktora honoris causa Uniwersytetu w Edynburgu. Od lat 50. XX wieku stała się znana w szkockim świecie sztuki, specjalizując się w krajobrazach, wnętrzach kościelnych i martwych naturach przepełnionych bujną kolorystyką. Jej autoportret z około 1943 roku został zamówiony przez Ruth Borchard, która stworzyła kolekcję około 100 autoportretów współczesnych brytyjskich artystów.
W 1955 roku poważnie zachorowała, wskutek czego w 1959 roku utraciła sprawność w prawej ręce. Będąc zmuszona do malowania lewą ręką, jej styl i wydajność pracy były ograniczone. Zmarła w Edynburgu w 1965 roku.

## Styl
Redpath jest prawdopodobnie najbardziej znana ze swoich martwych natur, w których przedmioty codziennego użytku, takie jak krzesło czy kubek - są przekształcane w „dwuwymiarowy” projekt. Po powrocie do Szkocji w 1934 roku zaczęła szkicować okolicę wokół miasta Hawick i malować pejzaże o bardziej stonowanym wyglądzie niż większość jej prac. Ozdabiała także meble w jasne wzory kwiatowe i ptasie - obraz „Okno w Mentonie” ukończony w 1948 roku, posiada wielofakturową powierzchnię.
Niektóre późniejsze prace odzwierciedlają wpływy religijne, zwłaszcza obrazy ołtarzy w kaplicy św. Jeana - Treboul (1954) i ołtarza weneckiego. Są bardzo cenione przez krytyków, którzy podziwiają jej dojrzałą twórczość nawet bardziej niż obrazy z lat 40. XX wieku.
Jej dzieła znajdują się między innymi w Narodowej Galerii Sztuki w Edynburgu oraz Modern Tate w Londynie.